# نیوتون‌تاپن
نیوتون‌تاپن (انگلیسی: Newtontoppen) بزرگ‌ترین و بلندترین کوه (با ۱٬۷۱۳ متر ارتفاع) در مجمع‌الجزایر سوالبارد در کشور نروژ است.این کوه در گوشه شمال شرقی جزیره اسپیتس‌برگن واقع شده‌است.